# Cualác
Cualác là một đô thị thuộc bang Guerrero, México. Năm 2005, dân số của đô thị này là 6816 người.